# Thergothon
Thergothon was een Finse doommetalband.
De band wordt samen met landgenoten Skepticism gezien als een van de pioniers van de funeral doom, een zeer logge, trage en depressieve stijl van muziek. De band bracht in 1991 een demo uit en ging in 1992 uit elkaar. Pas twee jaar nadat de band twee jaar uit elkaar was kwam het eerste (en enige) echte album uit.

## Discografie
- Fhtagn nagh Yog-Sothoth (demo, 1991)
- Stream from the Heavens (album, 1994)

## Bandleden
- Niko Sirkiä - zang, keyboard
- Jori Sjöroos - drums
- Mikko Ruotsalainen - gitaar
- Sami Kaveri - gitaar